# Aechmea servitensis
Espèce
Classification phylogénétique
Aechmea servitensis est une espèce de plantes à fleurs de la famille des Bromeliaceae qui se rencontre en Colombie et en Équateur.

## Distribution
L'espèce se rencontre en Colombie et en Équateur.

## Description
L'espèce est épiphyte.